# Abdera bicincta
Abdera bicincta is een keversoort uit de familie zwamspartelkevers (Melandryidae). De wetenschappelijke naam van de soort werd in 1888 gepubliceerd door George Henry Horn.